# روي ريكاردو دياز
روي ريكاردو دياز (بالبرتغالية: Rui Ricardo Dias‏) هو ممثل برازيلي، ولد في 9 ديسمبر 1978 في البرازيل.

## وصلات خارجية
- روي ريكاردو دياز على موقع IMDb (الإنجليزية)
- روي ريكاردو دياز على موقع قاعدة بيانات الفيلم (الإنجليزية)